# André Foucher
André Foucher (Cuillé, 2 ottobre 1933 – 4 maggio 2025) è stato un ciclista su strada francese.

## Biografia
Professionista dal 1958 al 1968, vinse due volte la classifica generale al Grand Prix du Midi Libre e concluse al sesto posto nella classifica generale al Tour de France 1964.

## Palmarès
- 1960 (Bertin, due vittorie)

Classifica generale Circuit de la Sarthe
Souvenir Louison Bobet
- 1964 (Pelforth, una vittoria)

Classifica generale Grand Prix du Midi Libre
- 1965 (Pelforth, una vittoria)

Classifica generale Grand Prix du Midi Libre

### Altri successi
- 1962 (Liberia)

Perros-Guirec
Grand Prix Amitié Puteaux
- 1963 (Pelforth)

Châteaugiron
Giron
- 1965 (Pelforth)

Craon
Hénon
Querrien
- 1966 (Pelforth)

Châteaugiron
Saint-Just
- 1967 (Mercier)

Hennebont
- 1968 (individuale)

Plouëc-du-Trieux

## Piazzamenti

### Grandi Giri
- Tour de France

1960: ritirato
1961: 20º
1962: 54º
1963: 57º
1964: 6º
1965: 18º
1966: 43º
1967: 46º
- Vuelta a España

1967: 48º

### Classiche monumento
- Milano-Sanremo

1963: 66º
1966: 13º
- Giro delle Fiandre

1966: 56º
- Parigi-Roubaix

1963: 61º
1966: 31º
- Liegi-Bastogne-Liegi

1963: 29º
- Giro di Lombardia

1964: 40º

### Competizioni mondiali
- Campionati del mondo

Sallanches 1964 - In linea: ritirato
San Sebastián 1965 - In linea: 31º
Nürburgring 1966 - In linea: 20º
Heerlen 1967 - In linea: 12º